# Ducula pickeringii
Il piccione imperiale grigio o piccione imperiale di Pickering (Ducula pickeringii Cassin, 1855) è un uccello della famiglia dei Columbidi diffuso nelle isole comprese tra il Borneo e le Filippine.